# Phillips County (Kansas)
Phillips County je okres ve státě Kansas v USA. K roku 2010 zde žilo 5 642 obyvatel. Správním městem okresu je Phillipsburg. Celková rozloha okresu činí 2 318 km².